# Heinz Beck (Koch)
Heinz Beck (* 3. November 1963 in Friedrichshafen) ist ein deutscher Koch. Er gilt als einer der besten Köche Italiens.

## Werdegang
Heinz Beck wuchs in Niederbayern als Sohn eines Juweliers auf. Er wollte an die Kunstakademie, was ihm sein Vater ausredete. Dann wollten er und sein Zwillingsbruder beide Koch werden; da aber nach Ansicht des Vaters ein Koch in der Familie genügte, wurde gelost, und Heinz gewann.
Nach der Ausbildung in Bad Füssing wechselte Beck 1985 zu Feinkost Käfer, gefolgt von drei Jahren im Colombi Hotel bei Alfred Klink in Freiburg im Breisgau (ein Michelinstern).
1988 ging er als Chef de Partie nach München zu Heinz Winkler ins Tantris, das seinerzeit mit drei Michelinsternen ausgezeichnet war. Anfang 1991 wurde Beck auf Mallorca stellvertretender Küchenchef in Winklers Zwei-Sterne-Restaurant Tristan. Danach kehrt er nach Bayern zu Heinz Winkler zurück, der mittlerweile sein eigenes Restaurant in Aschau im Chiemgau eröffnet hatte. Nebenher schloss er die Ausbildung zum Küchenmeister in Altötting ab. Danach wechselte er als Küchenchef ins Berliner Hotel Esplanade.
1994 übernahm Heinz Beck in Rom die Leitung des Restaurants La Pergola im Rome Cavalieri Waldorf Astoria Resort, obwohl er kein Wort Italienisch sprach. 2001 wurde das La Pergola mit zwei Michelinsternen ausgezeichnet. Das Kochbuch Heinz Beck wurde 2003 zum besten Buch eines Küchenchefs weltweit gekürt. 
Seit 2005 wird das Restaurant La Pergola mit drei Michelin-Sternen bewertet – eine Auszeichnung, die nur zwölf Restaurants in Italien besitzen (Stand 2022). Nach eigenen Angaben kocht Beck weitgehend ohne Rezepte, da sich „die Güte der Zutaten täglich ändere“.
Im April 2018 eröffnete Beck für ein Jahr das Dependance-Restaurant Beck at Brown’s im Brown’s Hotel in London.

## Privatleben
Seit 2001 ist Heinz Beck mit der Sizilianerin Teresa Maltese verheiratet.

## Publikationen
- 2001: Heinz Beck. Bibliotheca Culinaria, Lodi 2001, ISBN 88-86174-31-4.
- 2004: Pasta. Übersetzt von Ingeborg Babitsch, B-und-L-Mediengesellschaft, Hilden 2006, ISBN 3-928709-12-7.
- 2004: Finger Food. Bibliotheca Culinaria, Lodi 2004, ISBN 88-86174-58-6; übersetzt von Ingeborg Babitsch, B-und-L-Mediengesellschaft, Hilden 2006, ISBN 978-3-928709-13-2.
- 2004: Arte e Scienza del Servizio. Bibliotheca Culinaria, Lodi 2004, ISBN 88-86174-45-4.
- 2005: Vegetariano.
- 2009: L'ingrediente segreto.

## Auszeichnungen
- 1998: Five Star Diamond Award
- 2001: Zwei Michelinsterne
- 2003: „Bester Küchenchef Italiens“
- 2003: „Best Chef Book of the World 2002“ für das Buch „Heinz Beck“ (ausgewählt aus etwa 3500 Kochbüchern aus 56 Ländern)
- 2005: Drei Michelinsterne

## Dokumentarfilm
- Der Koch von Rom. Dokumentarfilm, Deutschland, 2006, 30 Min., Buch und Regie: Stefan Quante, Produktion: WDR, Reihe: Die kulinarische Reportage, Film-Inhalt von Einsfestival.